# Lampaul-Guimiliau
Lampaul-Guimiliau (tiếng Breton: Lambaol-Gwimilio) là một xã của tỉnh Finistère, thuộc vùng Bretagne, miền tây bắc Pháp.

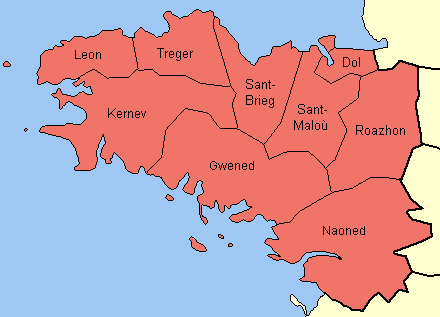
The historic dioceses of Bretagne.

## Dân số
Người dân ở Lampaul-Guimiliau được gọi là Lampaulais.